# Soueast
Soueast, früher Dongnan in Chinesisch, ist eine Marke des chinesischen Automobilherstellers South East (Fujian) Motor Co., Ltd., kurz Soueast Motor oder SEM.
South East Motor ist ein Joint Venture zwischen Fujian Motor Industry Group (50 %) und Mitsubishi Motors (25 %). Hinter den restlichen 25 % steckt der taiwanische Hersteller China Motor Corporation, an dem Mitsubishi zu ca. 15 % beteiligt ist.
Das Unternehmen wurde 2024 von Chery Automobile übernommen und produziert derzeit Jetour-Fahrzeuge.

## Modelle

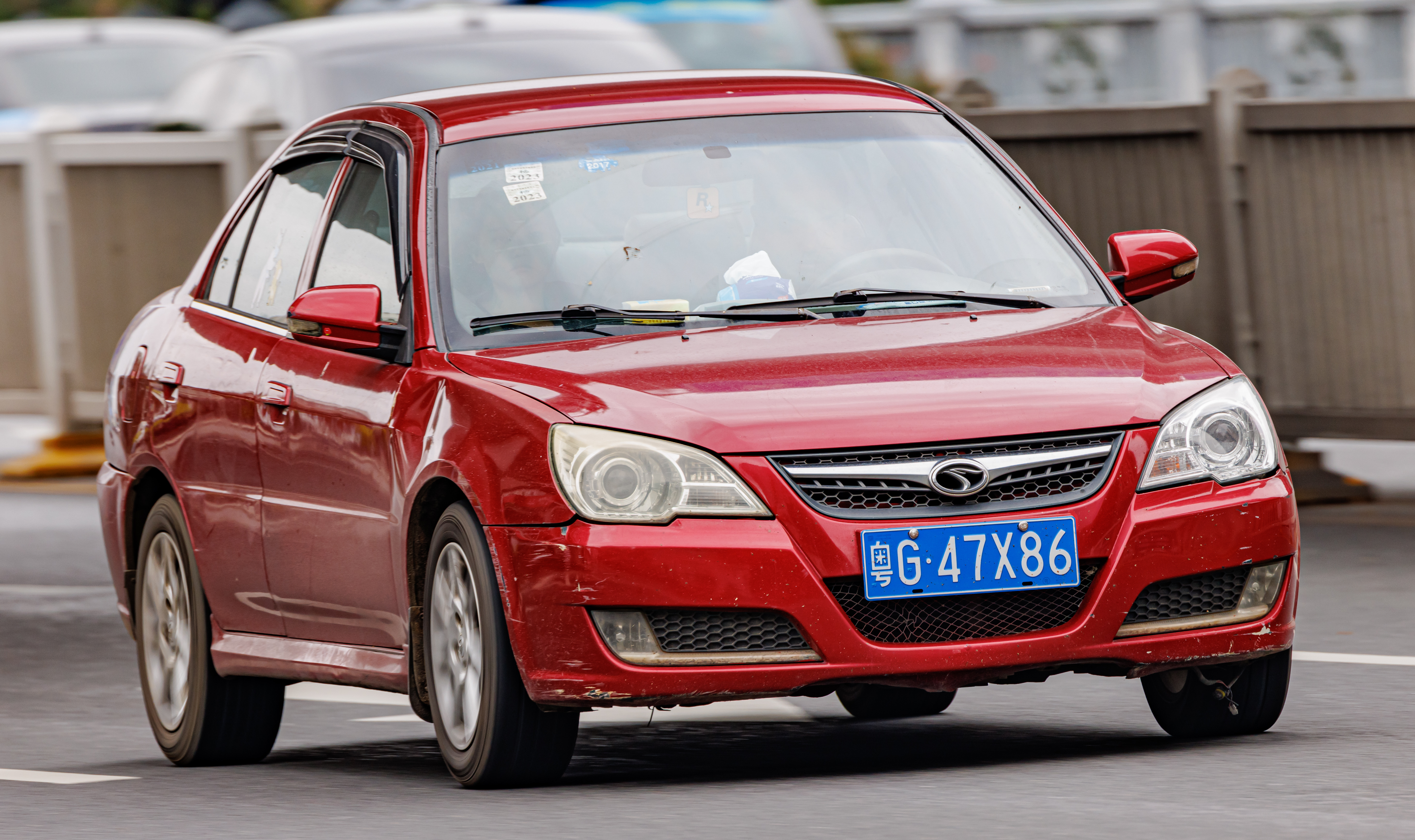
Soueast V3 Lingyue

### Unter der Marke Soueast
- Soueast Delica (Mitsubishi L300/Delica), seit 1996, Facelift 2002[4]
- Soueast Freeca (Mitsubishi Freeca), seit 2000, Facelift 2003
- Soueast Lioncel (Mitsubishi Lancer), seit 2003
- Soueast Soveran (Mitsubishi Savrin), seit 2004
- Soueast Freeca-Landio (Mitsubishi Freeca), seit 2005
- Soueast Veryca (Mitsubishi Veryca), seit 2005
- Soueast V3 Lingyue (Mitsubishi Lancer), seit 2008

### Als Mitsubishi
- Mitsubishi Lancer, seit 2006
- Mitsubishi Space Wagon, seit 2006
- Mitsubishi Galant, seit 2006
- Mitsubishi Zinger, seit 2008

### Weitere Modelle
- Der Mitsubishi Pajero wird auch über das Händlernetz von Soueast vertrieben, wurde aber von GAC Changfeng Motor gefertigt.
- Der Chrysler Voyager wird als Chrysler Grand Voyager und als Dodge Caravan seit 2007 ebenfalls in China produziert. Es handelt sich dabei jeweils um das Modell, dass 2007 in anderen Märkten durch eine neue Generation ersetzt wurde.